# Kosmos 221
O Kosmos 221 (em russo: Космос 221) também denominado DS-P1-Yu Nº 13, foi um satélite artificial soviético lançado ao espaço com sucesso no dia 24 de maio de 1968 através de um foguete Kosmos-2I a partir de Kapustin Yar.

## Características
O Kosmos 221 foi décimo terceiro membro da série de satélites DS-P1-Yu e o décimo segundo lançado com sucesso após o fracasso do lançamento do segundo membro da série. Sua missão era auxiliar sistemas antissatélites e antimíssil soviéticos.
O Kosmos 221 foi injetado em uma órbita inicial de 2108 km de apogeu e 215 km de perigeu, com uma inclinação orbital de 48,4 graus e um período de 108,9 minutos. Reentrou na atmosfera terrestre em 31 de agosto de 1969.